# Hawkeye (Fernsehserie)
Hawkeye ist eine US-amerikanische Weihnachts-Actionserie, die vom 24. November bis zum 22. Dezember 2021 auf Disney+ veröffentlicht wurde. Dabei spielt die Serie innerhalb des Marvel Cinematic Universe (MCU) und ist dort ein Teil von Phase Vier. Die titelgebende Hauptfigur wird erneut von Jeremy Renner verkörpert; in einer weiteren Hauptrolle ist Hailee Steinfeld als Kate Bishop zu sehen.

## Produktion

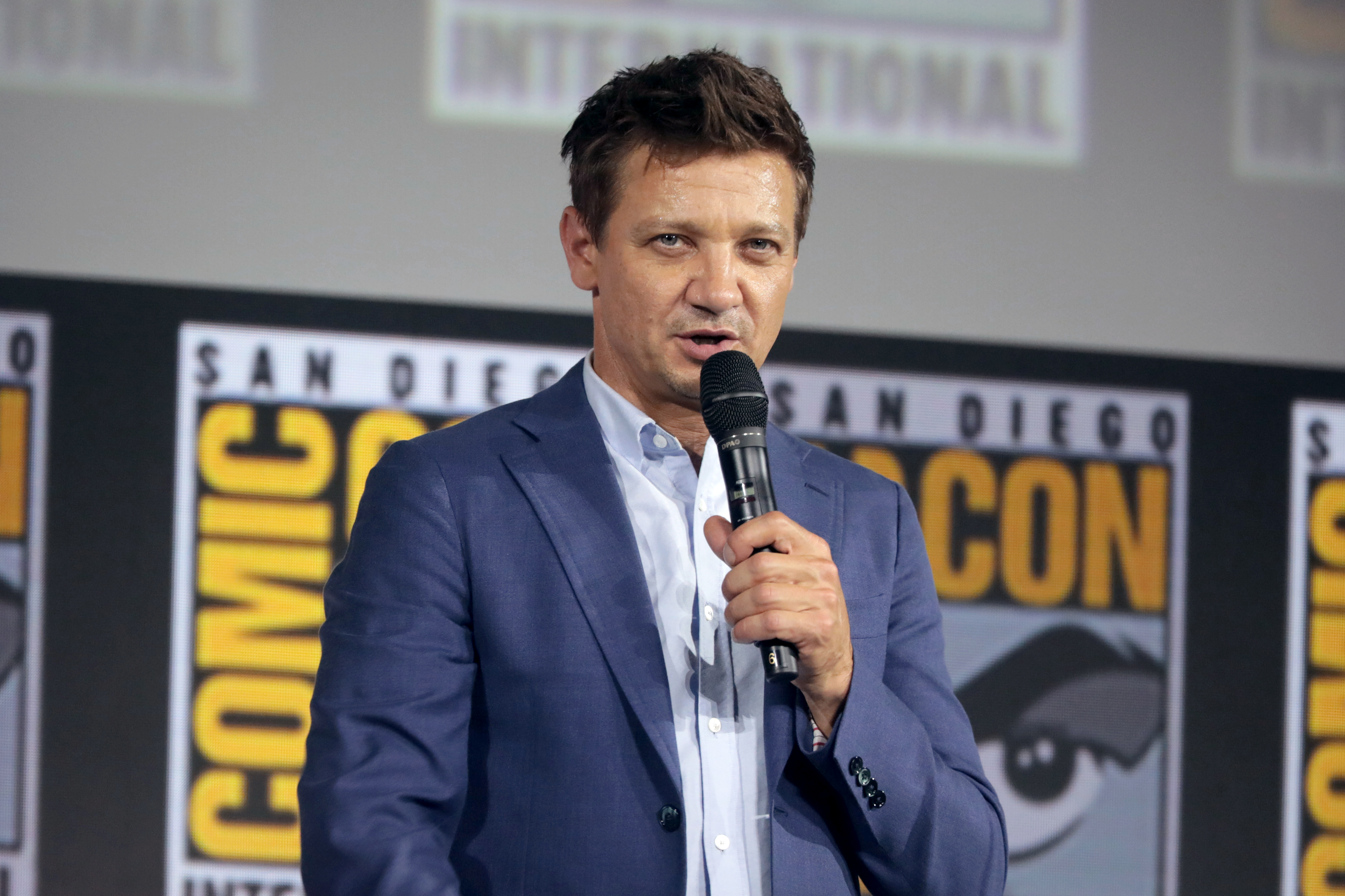
Jeremy Renner auf der San Diego Comic-Con 2019

Im April 2019 wurde von Variety berichtet, dass eine Hawkeye-Serie innerhalb des Marvel Cinematic Universe für Disney+ geplant sei. Ursprünglich habe es laut Kevin Feige einen Vertrag zwischen Disney und Jeremy Renner über einen eigenen Solofilm gegeben. Diese Idee wurde später von den Verantwortlichen in eine Serie umgewandelt, wozu Renner zugestimmt habe. Im Rahmen der San Diego Comic-Con im Juli 2019 wurde bestätigt, dass die Serie im Herbst 2021 erscheinen werde und dabei Teil von Phase Vier des MCU sei. Im September 2019 konnte Jonathan Igla als Drehbuchautor und Executive Producer verpflichtet werden. Beim Schreiben der Drehbücher bekommt er Unterstützung von Katie Mathewson und Tanner Bean. Als Regisseure sollen das Duo Bert & Bertie sowie Rhys Thomas tätig sein. Inhaltlich soll die Serie vom von Renner verkörperten Titelheld handeln, der mit Gehörlosigkeit zu kämpfen hat und das Zepter daraufhin an Kate Bishop übergibt. Diese Rolle soll ausschließlich Hailee Steinfeld angeboten worden sein. Gleichzeitig vertiefe die Serie die Hintergrundgeschichte der Hauptfigur, wie Produzentin Trinh Tran verriet. Im Dezember 2020 wurde die Beteiligung von Steinfeld, Vera Farmiga, Tony Dalton, Zahn McClarnon, Fra Fee, Alaqua Cox und Brian d’Arcy James an der Serie bestätigt. Außerdem wird Florence Pugh nach Black Widow erneut als Yelena Belova in Erscheinung treten. Auch die Kinder von Clint Barton werden erneut zu sehen sein, ebenso wie der aus den Comics bekannte Lucky, The Pizza Dog.
Mit dem Start von Disney+ im November 2019 wurde die Titelsequenz enthüllt.
Die Dreharbeiten sollten ursprünglich im Juli 2020 unter dem Arbeitstitel Anchor Point beginnen. Im Zuge der COVID-19-Pandemie erfolgte der Drehstart allerdings erst am 2. Dezember 2020 in Brooklyn, New York City, unter anderem in der U-Bahn-Station Hoyt–Schermerhorn Streets station. Als Kameramann fungiert Eric Steelberg. Am 3. Dezember erfolgten Aufnahmen im Washington Square Park, am Folgetag auf der Park Avenue, in Midtown Manhattan sowie in Hell’s Kitchen und am 8. Dezember 2020 in East Village. Weitere Aufnahmen entstanden in den Pinewood Studios in Fayetteville nahe Atlanta. Die Dreharbeiten wurden am 21. April 2021 abgeschlossen. Am 13. September 2021 erfolgte die Veröffentlichung eines ersten Trailers.

### Musik
Im September 2021 wurde bekannt, dass Christophe Beck die Musik für die Serie komponieren wird, der zuvor schon für Ant-Man (2015), Ant-Man and the Wasp (2018) und WandaVision (2021) zuständig war. Als Co-Komponist wurde ihm Michael Paraskevas zur Seite gestellt. Wie für alle aktuellen Serien der Marvel Studios wurde die Musik in der Synchron Stage Vienna aufgenommen.
In den Episoden Triff niemals deinen Helden und Ist es Weihnachten?  wird eine Musiknummer aus dem fiktiven Broadway-Musical Rogers: The Musical mit dem Titel Save the City eingespielt, das sich um die Schlacht von New York dreht und von Marc Shaiman und Scott Wittman geschrieben wurde.

## Besetzung und Synchronisation
Die deutschsprachige Synchronisation entstand nach einem Dialogbuch von Nathan Bechhofer und unter der Dialogregie von Björn Schalla sowie Tarek Helmy bei Interopa Film.
| Rolle                       | Schauspieler            | Hauptrolle (Folgen)  | Nebenrolle (Folgen)   | Synchronsprecher    |
| --------------------------- | ----------------------- | -------------------- | --------------------- | ------------------- |
| Clint Barton / Hawkeye      | Jeremy Renner           | 1.01–1.06            |                       | Gerrit Schmidt-Foß  |
| Kate Bishop / Hawkeye       | Hailee Steinfeld        | 1.01–1.06            |                       | Lena Schmidtke      |
| Kate Bishop / Hawkeye       | Clara Stack (jung)      |                      | 1.01                  | Chiara Moon Schall  |
| Jack Duquesne               | Tony Dalton             | 1.01–1.06            |                       | Alexander Doering   |
| Kazi Kazimierczak           | Fra Fee                 | 1.01–1.06            |                       | Max Felder          |
| Kazi Kazimierczak           | Phoenix Crepin (jung)   |                      | 1.03                  | – 1                 |
| Ivan                        | Aleks Paunovic          | 1.01–1.03, 1.05–1.06 |                       | Stefan Bräuler      |
| Tomas                       | Piotr Adamczyk          | 1.01–1.03, 1.05–1.06 |                       | Michael Kuehl       |
| Eleanor Bishop              | Vera Farmiga            | 1.01–1.02, 1.04–1.06 |                       | Svantje Wascher     |
| Laura Barton                | Linda Cardellini        | 1.01–1.02, 1.04–1.06 |                       | Dascha Schmidt-Foß  |
| Derek Bishop                | Brian d’Arcy James      | 1.01                 |                       | Bernhard Völger     |
| Armand Duquesne III.        | Simon Callow            | 1.01                 |                       | Lutz Riedel         |
| Maya Lopez / Echo           | Alaqua Cox              | 1.02–1.06            |                       | – 1                 |
| Maya Lopez / Echo           | Darnell Besaw (jung)    |                      | 1.03                  | – 1                 |
| William Lopez               | Zahn McClarnon          | 1.03                 |                       | Jens-Uwe Bogadtke   |
| Yelena Belova / Black Widow | Florence Pugh           | 1.04–1.06            |                       | Ronja Peters        |
| Wilson Fisk / Kingpin       | Vincent D’Onofrio       | 1.05–1.06            | 1.03 2                | Detlef Bierstedt    |
| Nathaniel „Nate“ Barton     | Cade Woodward           |                      | 1.01–1.04, 1.06       | Kilian Schmidt-Foß  |
| Enrique                     | Carlos Navarro          |                      | 1.01–1.03, 1.06       | Michel Diercks      |
| Lila Barton                 | Ava Russo               |                      | 1.01–1.02, 1.04, 1.06 | Jada Zech           |
| Cooper Barton               | Ben Sakamoto            |                      | 1.01–1.02, 1.04, 1.06 | Elias Kunze         |
| Gary                        | Brian Troxell           |                      | 1.01, 1.06            | Ole Eisfeld         |
| Armand Duquesne VII.        | Jonathan Bergman        |                      | 1.01, 1.06            |                     |
| Greer                       | Nichele Lambert         |                      | 1.01                  | Saskia Glück        |
| Franny                      | Regina Bryant           |                      | 1.01                  | Celina Gaschina     |
| Auktionator                 | Barry Ratcliffe         |                      | 1.01                  | Martin Schubach     |
| Grills                      | Clayton English         |                      | 1.02, 1.04–1.06       | Jonas Lauenstein    |
| Officer Wendy Conrad        | Adetinpo Thomas         |                      | 1.02, 1.04, 1.06      | Franziska Endres    |
| Orville                     | Robert Walker-Branchaud |                      | 1.02, 1.04, 1.06      | Mario Klischies     |
| Missy                       | Adelle Drahos           |                      | 1.02, 1.04, 1.06      | Johanna von Gutzeit |
| Detective Caudle            | Ivan Mbakop             |                      | 1.02, 1.05–1.06       | Florian Clyde       |
| Dee                         | Tinashe Kajese          |                      | 1.02                  |                     |
| Detective Rivera            | Franco Castan           |                      | 1.05–1.06             |                     |
| Sonya                       | Yssa Mei Panganiban     |                      | 1.05                  | Katja Hiller        |
| Ana                         | Annie Hamilton          |                      | 1.05                  | Magdalena Helmig    |

## Episodenliste
| Nr. | Deutscher Titel             | Originaltitel          | Erstveröffentlichung USA | Deutschsprachige Erstveröffentlichung (D/A/CH) | Regie         | Drehbuch                      |
| --- | --------------------------- | ---------------------- | ------------------------ | ---------------------------------------------- | ------------- | ----------------------------- |
| 1 | Triff niemals deinen Helden | Never Meet Your Heroes | 24. Nov. 2021            | 24. Nov. 2021                                  | Rhys Thomas   | Jonathan Igla                 |
| Während der Schlacht von New York im Jahr 2012 rettet Clint Barton alias Hawkeye der jungen Kate Bishop unbewusst das Leben, während ihr Vater als Zivilopfer stirbt. Ihrem neuen Idol nacheifernd erlernt Kate fortan das Kämpfen mit Pfeil und Bogen, trainiert sich aber auch im Fechten und Nahkampf. Über zehn Jahre später arbeitet die nun 22-jährige Kate widerwillig in der Securityfirma ihrer Mutter Eleanor. Als sie ihre Mutter auf eine Charity-Veranstaltung der New Yorker High Society begleitet, macht sie die Bekanntschaft von Armand Duquesne III., der sich als Onkel von Jack, dem neuen und von Kate verachteten Freund ihrer Mutter, herausstellt. Kate erfährt von Armand nicht nur, dass sich ihre Mutter mit Jack verlobt hat, sondern kann auch beobachten, wie ihre Mutter von Armand bedroht wird. Als sie dem Mann daraufhin unauffällig in den Keller des Gebäudes zu einer Schwarzmarkt-Auktion folgt, ist auch Jack anwesend. Beide Herren bieten erbittert um das Schwert und den Anzug von Clints ehemaligem Alter Ego Ronin, die im zerstörten Avengers-Hauptquartier gefunden wurden. Die Auktion wird jedoch plötzlich durch Anhänger der „Trainingsanzug-Mafia“ unterbrochen, die es auf die Auktionsgüter abgesehen haben. Während Jack im ausgebrochenen Chaos das Ronin-Schwert an sich nimmt, streift sich Kate den Ronin-Anzug über und kämpft gegen die Räuber. Der Übermacht nicht gewachsen flieht sie schließlich und rettet auf der Straße vor dem Gebäude dem Straßenhund Lucky das Leben. Nachdem sie den Streuner in ihre Wohnung gebracht hat, sucht sie im Ronin-Kostüm das Anwesen von Armand für weitere Nachforschungen auf. Vor Ort findet sie allerdings nur dessen Leiche, wird von Zeugen gesehen und flieht erneut. Wie sie allerdings schon bald darauf feststellen muss, wurde sie von der Trainingsanzug-Mafia verfolgt. Als es zu einem erneuten Angriff kommt, bekommt sie unerwartete Unterstützung von Clint. Deutlich von seinen vorherigen Einsätzen gezeichnet – so ist er mittlerweile beispielsweise auf ein Hörgerät angewiesen – wollte dieser eigentlich nur erholsame Weihnachtsfeiertage mit seinen Kindern in New York verbringen. Nachdem er allerdings einen Fernsehbericht über das erneute Auftauchen des Ronin sah, spürt er Kate auf und konfrontiert sie. |                             |                        |                          |                                                |               |                               |
| 2 | Versteckspiel               | Hide and Seek          | 24. Nov. 2021            | 24. Nov. 2021                                  | Rhys Thomas   | Elisa Climent                 |
| Als Clint feststellt, dass es sich bei Kate nur um eine junge Frau im Ronin-Kostüm handelt, beschließt er ihr zu helfen, da er einst mit dem Anzug ins Fadenkreuz vieler krimineller Organisationen geraten ist. Beide suchen Kates Wohnung auf, wo Clint von ihr den Anzug zurückfordert. Noch vor der Übergabe kommt es zu einem erneuten Angriff der Trainingsanzug-Mafia, die Molotowcocktails in die Wohnung wirft. Clint muss den Anzug zurücklassen, um sich und Kate aus den Flammen retten zu können. Beide kommen daraufhin gemeinsam mit Lucky in der Wohnung von Kates Tante unter. Noch am selben Abend sucht Clint erneut die ausgebrannte Wohnung von Kate auf, muss allerdings feststellen, dass der Ronin-Anzug offenbar von einem als LARPer aktiven Feuerwehrmann mitgenommen wurde. Am nächsten Morgen verabschiedet Clint seine Kinder in Richtung Flughafen und verspricht ihnen, spätestens bis Weihnachten die Angelegenheit in New York geregelt zu haben und nach Hause zu kommen. Im Anschluss bringt er Kate in die Firma ihrer Mutter, was er als größtmöglichen Schutz für sie ansieht, und sucht im Stadtpark die LARP-Veranstaltung auf. Durch seine Teilnahme am Rollenspiel kann Clint den Ronin-Anzug von dessen Träger Grills zurückgewinnen. Kate wird gleichzeitig von Detective Caudle kontaktiert, der mit ihr am nächsten Tag über die Vorkommnisse der vergangenen Nacht sprechen möchte. Wenig später spricht sie bei einem gemeinsamen Essen mit ihrer Mutter und Jack den Verdacht aus, dass ihr zukünftiger Stiefvater seinen eigenen Onkel Armand umgebracht hat, kann er doch weitaus besser mit Schwertern – der Tatwaffe – umgehen, als er vorzugeben scheint. Am Abend stellt sich Clint den Anhängern der Trainingsanzug-Mafia und wird von ihnen verschleppt. Zwar kann Kate Clints Standort ermitteln, doch ihr Befreiungsversuch scheitert und auch sie wird gefangen genommen. Beiden offenbart sich daraufhin die gehörlose Maya Lopez als vermeintliche Anführerin der Trainingsanzug-Mafia. |                             |                        |                          |                                                |               |                               |
| 3 | Echos                       | Echoes                 | 1. Dez. 2021             | 1. Dez. 2021                                   | Bert & Bertie | Katie Mathewson & Tanner Bean |
| Die junge, gehörlose Maya Lopez wurde von ihrem Vater seit ihrer Kindheit darauf trainiert, ihre Umwelt genau zu beobachten, um sich so in der Welt zurechtfinden zu können. Schnell beginnt das Mädchen sich vor allem für Kampfsport zu interessieren und die Bewegungen ihrer Gegner zu imitieren. Jahre später muss die erwachsene Maya mitansehen, wie Clint als Ronin zahlreiche Mitglieder der Trainingsanzug-Mafia ausschaltet, darunter auch ihren Vater. In der Gegenwart werden Clint und Kate von Maya Lopez verhört. Clint versucht zu verdeutlichen, dass es sich bei seinem Schützling Kate nicht um Ronin handelt, an dem sich Maya ganz offensichtlich rächen möchte. Er gibt an, Zeuge gewesen zu sein, wie Black Widow den maskierten Schwertkämpfer getötet hat. Maya glaubt den Aussagen zwar nicht, muss allerdings mitansehen, wie sich Clint und Kate aus ihrer Gefangenschaft befreien können. Während der anschließenden Autoverfolgungsjagd können beide ihre Verfolger durch den Einsatz zahlreicher Trickpfeile abhängen. Da Maya während des Kampfes Clints Hörgerät zerstört hat, muss er dieses daraufhin reparieren lassen. Kate und er beschließen, fortan als Team zu agieren und sich auch dem Mordfall von Armand Duquesne anzunehmen. Dafür brechen sie in die Sicherheitsfirma von Eleanor ein, um aus den Datenbanken Informationen über die Trainingsanzug-Mafia sowie Jack zu bekommen. Während Kate auf eine Akte über Mayas mysteriösen Bekannten Kazi stößt, wird Clint von Jack überrascht und mit dem Ronin-Schwert bedroht. |                             |                        |                          |                                                |               |                               |
| 4 | Wir sind Partner, oder?     | Partners, Am I Right?  | 8. Dez. 2021             | 8. Dez. 2021                                   | Bert & Bertie | Heather Quinn & Erin Cancino  |
| Nachdem die hinzukommende Eleanor Clint als Mitglied der Avengers identifiziert hat, lässt Jack von diesem ab und es kommt zu einem klärenden Gespräch. Clint und Kate verdeutlichen, dass beide als Team an einem Fall arbeiten, was insbesondere Eleanor missfällt. Diese ist um die Sicherheit ihrer Tochter besorgt und fordert von Clint, Kate aus seinen Angelegenheiten rauszuhalten. Clint gibt an, für den größtmöglichen Schutz von Kate zu sorgen, und nimmt beim Verlassen des Apartments unbemerkt das Ronin-Schwert mit. Eleanor kontaktiert im Anschluss eine unbekannte Person, um diese über die Situation zu informieren. Mithilfe seiner Frau Laura und den Informationen aus der Datenbank von Eleanor findet Clint heraus, dass Jack der Geschäftsführer des Unternehmens „Sloan Limited“ ist. Bei diesem handelt es sich um eine Strohfirma, die Geld für die Trainingsanzug-Mafia wäscht. Als später Kate zu ihm stößt, um mit ihm einen schönen Weihnachtsabend zu verbringen, offenbart er ihr diese neue Information. Im Laufe der darauffolgenden Unterhaltung erkennt Kate auch, dass es sich bei Ronin einst um Clint handelte. Am nächsten Morgen wird Kate von Clint beauftragt, über eine als LARPer aktive Polizistin die aus den vorherigen Kämpfen sichergestellten Trickpfeile zu besorgen. Er selbst sucht Kazi auf und rät ihm, Maya von ihrem Rachefeldzug abzubringen, da deren Boss wohl kaum über die erzeugte Aufmerksamkeit erfreut sein dürfte. Im Anschluss erhält er von Laura den Standort einer mit einem Peilsender ausgestatteten Uhr. Diese wurde ebenso wie der Ronin-Anzug vom zerstörten Avengers-Campus entwendet, auf der Schwarzmarkt-Auktion angeboten und schließlich von der Trainingsanzug-Mafia beim Überfall gestohlen. Clint und Kate gehen dem Signal nach und finden sich schließlich vor Mayas Wohnung wieder. Als Kate heimlich in das Apartment eindringt, die Uhr sicherstellt und einen Notizzettel mit Informationen über Clints Familie vorfindet, wird sie von Maya angegriffen. Clint sieht sich gleichzeitig mit einer weiteren Angreiferin konfrontiert. Es kommt zum Kampf zwischen den vieren, in dessen Verlauf Maya von Kate verwundet und so in die Flucht geschlagen wird. Als Clint die Maske der zweiten Angreiferin abzieht, entpuppt sich diese als Yelena Belova, die Schwester von Natasha Romanoff. Nachdem Yelena der Situation entflohen ist, beendet Clint die Zusammenarbeit mit Kate, da der Konflikt in seinen Augen nun zu ernst geworden ist. |                             |                        |                          |                                                |               |                               |
| 5 | Ronin                       | Ronin                  | 15. Dez. 2021            | 15. Dez. 2021                                  | Bert & Bertie | Jenna Noel Frazier            |
| Nachdem Clint ihre Partnerschaft beendet hat, sucht Kate zunächst ihre Mutter auf und berichtet ihr von den Geschehnissen. Als sie ihrer Mutter auch den Verdacht mitteilt, dass Jack hinter dem Mord an Armand steckt, versichert Eleanor, der Sache nachzugehen. In ihrer eigenen Wohnung wird Kate am Abend von Yelena erwartet, die jedoch nur das Gespräch sucht. Gegenüber Kate führt Yelena ihre persönliche Rachsucht gegen Clint aus, verdeutlicht aber auch, dass sie von jemanden engagiert wurde, ihn umzubringen. Am nächsten Tag wird Jack von Detective Caudle verhaftet, nachdem Eleanor im Zuge ihrer Nachforschung die Polizei informiert hat. Jack leugnet jedoch jedwede Beteiligung an der Strohfirma Sloan Limited und gibt an, jemand wolle ihm etwas anhängen. Kate entscheidet sich wenig später dazu, wieder mit Clint arbeiten zu wollen und kontaktiert ihn vergeblich. Dieser ist wiederum am vorigen Abend bei Grills untergekommen und hat Maya anonym um ein Treffen gebeten, um den Fall endlich zu Ende zu bringen. Maya sieht sich am vereinbarten Treffpunkt mit dem maskierten Ronin konfrontiert, der sie im Kampf besiegen kann. Clint demaskiert sich und gibt an, ebenso wie sie ein Opfer von Manipulation gewesen zu sein. Er offenbart ihr gegenüber, damals von einem Informanten aus den Reihen ihres Bosses auf die Trainingsanzug-Mafia aufmerksam gemacht worden zu sein. Maya glaubt Clints Ausführungen nicht, greift ihn an, wird allerdings von der überraschend auftauchenden Kate in die Flucht geschlagen. Maya kombiniert, dass es sich bei besagtem Informanten, der somit auch für den Tod ihres Vaters verantwortlich ist, um Kazi handeln muss. Gleichzeitig bekommt Kate eine Nachricht von Yelena mit einem Bild ihrer Auftraggeberin. Auf dem Foto ist Eleanor mit Kingpin, dem Boss von Maya, zu sehen. |                             |                        |                          |                                                |               |                               |
| 6 | Ist es Weihnachten?         | So This Is Christmas?  | 22. Dez. 2021            | 22. Dez. 2021                                  | Rhys Thomas   | Jonathan Igla & Elisa Climent |
| Eleanor trifft sich mit Fisk, um ihre Partnerschaft abzubrechen, während Barton und Bishop sich eine Aufzeichnung ihres Gesprächs ansehen und erfahren, dass Eleanor Armand getötet und Duquesne die Strohfirma angehängt hat. Am Heiligabend besuchen Barton und Bishop Eleanors Feiertagsparty im Rockefeller Center. Bishop konfrontiert ihre Mutter und erfährt, dass ihr Vater Fisk Geld geschuldet hat, was dazu führte, dass Eleanor mit ihm zusammenarbeitete. Kazi versucht, Eleanor auf Befehl von Fisk zu ermorden, wechselt aber später sein Ziel zu Barton. Barton holt sich die Hilfe von Grills und den LARPern (die auch von Duquesne und seiner Schwertkunst unterstützt werden), um die Partygäste zu evakuieren, schließt sich dann später Bishop an und besiegt die Trainingsanzug-Mafia. Bishop macht sich später auf den Weg, um nach Eleanor zu suchen, während Barton mit Belova konfrontiert wird, die die Wahrheit von Romanoffs Tod fordert. Lopez taucht auf und tötet Kazi nach einem kurzen Kampf. Barton kämpft gegen Yelena und überzeugt sie schließlich, sein Leben zu verschonen. Fisk versucht, Eleanor von der Flucht abzuhalten, aber Kate stößt hinzu und kämpft gegen ihn. Mit Bartons Pfeilen gelingt es ihr, Fisk außer Gefecht zu setzen. In der Folge wird Eleanor von der Polizei wegen Armands Mord verhaftet, während Fisk es schafft zu entkommen. Lopez konfrontiert Fisk jedoch und erschießt ihn. Am nächsten Tag kehrt Barton in Begleitung von Kate und ihrem Hund Lucky nach Hause zurück. Er gibt Laura die gestohlene Uhr, ein S.H.I.E.L.D.-Andenken, zurück und verbrennt später gemeinsam mit Kate den Ronin-Anzug. In einer Mid-Credit-Scene wird eine Performance aus dem Rogers-Musical gezeigt. |                             |                        |                          |                                                |               |                               |